# باري سميث (موزع)
باري سميث (بالإنجليزية: Barry Smith)‏ هو موزع جنوب أفريقي، ولد في 1939.